# Jour 1
Singles de Louane
Je vole
(2014)
Pistes de Chambre 12
Avenir
Jour 1 est un single musical de la chanteuse française Louane. Cette chanson est extraite de l'album Chambre 12.

## Classements
| Classement (2014-15)                    | Meilleure position |
| --------------------------------------- | ------------------ |
| Belgique (Wallonie Ultratop 50 Singles) | 2                  |
| France (SNEP)                           | 6                  |
| France (SNEP Streaming)                 | 14                 |
| Suisse (Schweizer Hitparade)            | 49                 |

## Certification
| Pays   | Certification |
| ------ | ------------- |
| France | Or            |

## Reprises
Elle est reprise par Les Enfoirés dans l'album Au rendez-vous des Enfoirés.